# Missy Martinez
Missy Martinez (Los Angeles, 15 luglio 1986) è un'attrice pornografica statunitense.

## Biografia
Missy Martinez, il cui nome di nascita è Melissa Martinez, è nata nel luglio 1986 a Los Angeles, in California, da una famiglia di origini messicane, tedesche, greche e dei nativi americani Hopi. Missy Martinez si è interessata alla pornografia dopo aver partecipato a una convention di film pornografici mentre era al College. Dopo quell'evento ha contattato l'attrice pornografica Shy Love che l'ha introdotta nell'industria pornografica attraverso l'agenzia Talent Managers. Missy Martinez ha girato la sua prima scena per Digital Playground nel 2009. Inizialmente, ha girato scene di sesso lesbico, ma alla fine ha recitato anche in scene con uomini.

## Filmografia

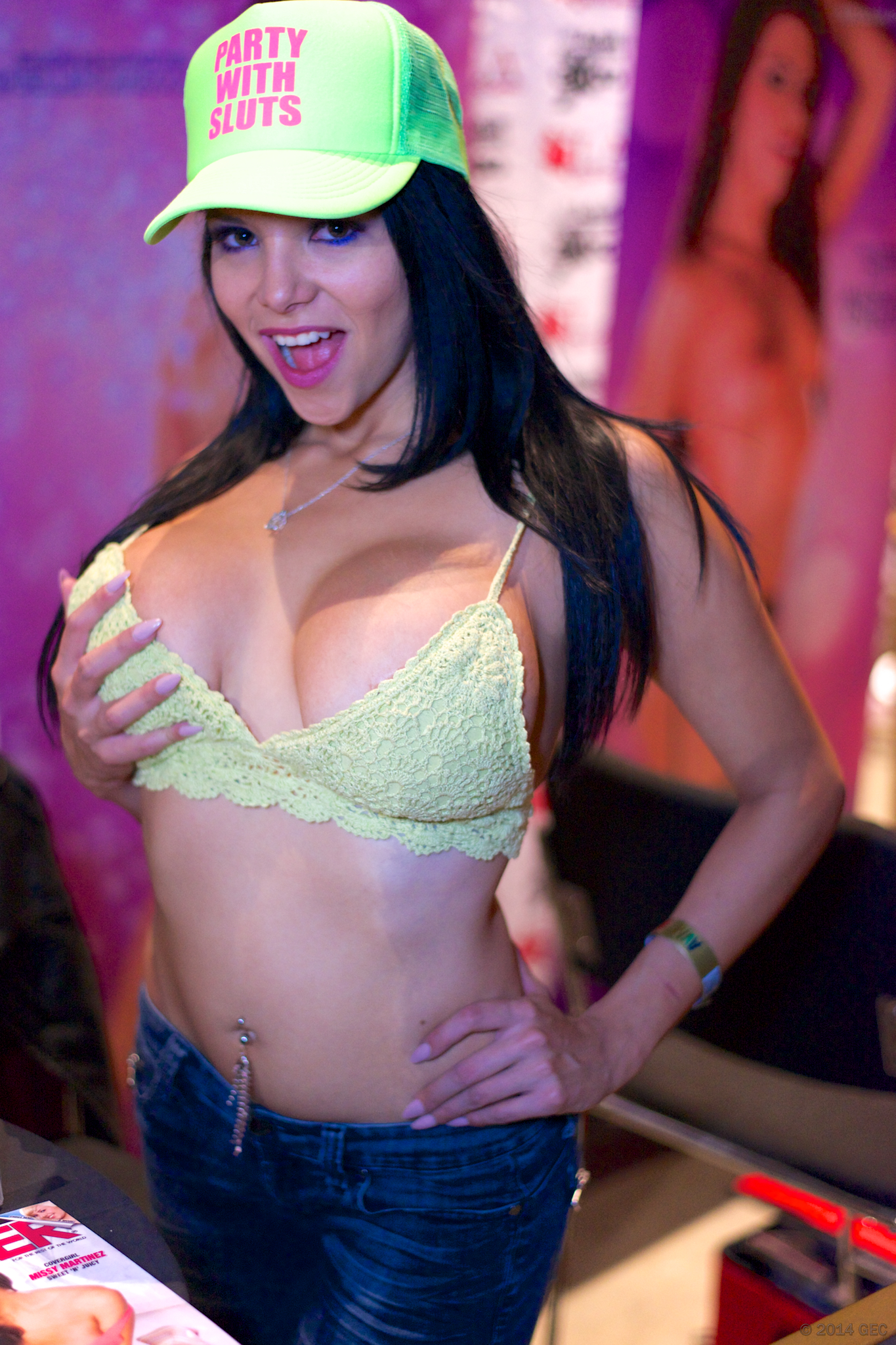
Missy Martinez all'AVN Adult Entertainment Expo del 2014

- Women Seeking Women 66 (2010)
- Women Seeking Women 68 (2010)
- Titterific 11 (2011)
- Titterific 14 (2011)
- Tug Jobs 21 (2011)
- Women Seeking Women 75 (2011)
- Women Seeking Women 78 (2011)
- She Loves My Big Breasts 1 (2012)
- Titty Creampies 3 (2012)
- My First Sex Teacher 36 (2013)
- Office Secrets (2013)
- Pornstars Like It Big 20 (2014)
- Rack City Titty (2014)
- Missy Martinez all'AVN Adult Entertainment Expo del 2014Big Titty MILFs 25 (2015)
- Wild On Cam 7 (2015)
- Wild On Cam 11 (2015)
- Tonight's Girlfriend 55 (2016)
- Wild On Cam 18 (2016)
- Bra Busters 8 (2017)
- Latinalicious 3 (2017)
- Moms In Control 10 (2018)
- Busty MILF Massage (2018)
- Mom Knows Best 13 (2019)
- Moms Lick Teens 21 (2019)
- Mom Knows Best 17 (2020)
- Mom Knows Best 19 (2020)
- Moms in Control 14 (2020)
- Moms in Control 15 (2020)
- Moms Lick Teens 23 (2020)
- Bushy Big Tit Babes 1 (2021)
- Mom Knows Best 20 (2021)
- Having Fun with Ava Addams (2022)
- Hot And Mean 27 (2022)
- Best of ZZ - Danny D (2023)
- Cougar Sightings 14 (2023)

## Riconoscimenti
AVN Awards
- 2012 - Best All-Girl Group Scene per Cherry 2 con Diamond Foxxx, Zoey Holloway e Brooklyn Lee[3]